# R4 (flashgeheugen)
De R4-kaart is een flashcard voor de originele Nintendo DS en Nintendo DS Lite. Met deze kaart is het mogelijk om spellen en homebrew op de spelcomputer te spelen.
De R4-kaart werkt alleen voor de Nintendo DS en de Nintendo DS Lite en heeft dezelfde afmetingen als een origineel Nintendo DS spel. In de R4-kaart kan een microSD-kaart worden gestopt zodat er gedownloade spellen met een nds-extensie kunnen worden gespeeld. Tevens is het mogelijk om zelfgemaakte applicaties te gebruiken.
Er zijn ook verschillende klonen van de kaart in omloop die minder in kwaliteit zijn en door andere ontwikkelaars zijn gemaakt. Het ontwikkelteam zorgde er in 2008 voor dat deze onbruikbaar werden door een firmware-update. Voor de Nintendo DSi werd een kloon, de R4i-kaart, uitgebracht, maar niet door hetzelfde team als die van de R4. Een andere kloon is de R4i 3DS die werkt met de Nintendo 3DS.
Door het succes van de R4-kaart besloot gamedistributeur Brizamila Entertainment het spel Ace Attorney Investigations: Miles Edgeworth niet uit te brengen in de Benelux.

## Verbod
In 2009 verbood de Japanse rechter de verkoop van de R4-kaart door winkeliers nadat Nintendo een rechtszaak had aangespannen. In 2011 was er door middel van een wet een importverbod op de R4-kaart van kracht in Japan.
In Frankrijk startte Nintendo in 2009 een rechtszaak tegen distributeurs van de R4-kaart en eiste een verbod op de kaart. De rechter stelde Nintendo in het ongelijk; hij vond dat iedereen de kans moest hebben om eigen applicaties, homebrew, te ontwikkelen. In 2011 stelde het hooggerechtshof Nintendo in het gelijk en legde de twee distributeurs een boete en een schadevergoeding van 4,8 miljoen euro op.
In Nederland werd de verkoop van de R4-kaart door de rechter in 2010 verboden met als reden dat de kaart voornamelijk gebruikt werd om illegaal gedownloade spellen te spelen.
In 2010 besloot een Britse rechter dat de R4-kaart niet mocht worden geïmporteerd of verkocht en er mocht geen reclame voor worden gemaakt. Ook in Australië werd de kaart door de rechter verboden en werd er een boete opgelegd aan de verkoper.